# سيناريولو
سيناريولو، (بالإنجليزية: Sennariolo)‏، هي بلدية، تقع على بعد حوالي 120 كم (75 ميل) شمال غرب كالياري، وحوالي 35 كم (22 ميل) شمال أوريستانو، في مقاطعة أوريستانو، سردينيا، إيطاليا. اعتبارا من 31 ديسمبر 2004 ، كان عدد سكانها 185 ومساحة 15.7 كيلومتر مربع (6.1 ميل مربع).

## السكان
في سنة 1861 بلغ عدد السكان 445 نسمة، وتطور العدد ليصل في سنة 2011 لـ 183 نسمة.
يظهر هذا المخطط البياني تطور النمو السكاني لـ سيناريولو